# Antarchaea nyctichroa
Antarchaea nyctichroa là một loài bướm đêm trong họ Noctuidae.